# シェーンヴァルト (バイエルン州)
シェーンヴァルト (ドイツ語: Schönwald, ドイツ語発音: [ˈʃøːnvalt])は、ドイツ連邦共和国バイエルン州オーバーフランケン行政管区ヴンジーデル・イム・フィヒテルゲビルゲ郡の市で、ザクセン州、チェコ共和国との境界に位置する。この市は、国境を越えた小地域であるFreunde im Herzen Europasに加盟している。

## 地理

### 市の構成
本市は、公式には16の地区 (Ort) からなる。このうち小集落や孤立農場などを除く集落を以下に列記する。
- ブルン
- グリュンハイト
- ライヒェンバッハ
- シェーンヴァルト

## 歴史
初めて入植の兆候は12世紀に確認される。シェーンヴァルトは1412年から1791年までニュルンベルク城伯とその後継者であるバイロイト辺境伯の支配地域であった。アンスバッハ＝バイロイト辺境伯領は1791年にプロイセン王国に組み込まれた。その後、4年間のフランス支配の後、この村は1810年にバイエルン王国領となった。市場町への昇格は1938年であった。1954年5月17日、シェーンヴァルトはバイエルン州の内務大臣と首相代理によって都市権を与えられた。

## 友好都市
- Pusignan （フランス、ローヌ県）1984年から

## 交通
この市は3,721人の人口（2005年6月30日現在）があり、アウトバーンA93と鉄道路線ホーフ - ゼルプ線に面した位置にある。

## 経済
この町は、125年以上前から製陶企業シェーンヴァルト・ホテルで知られている。

## 引用
1. ↑  https://www.statistikdaten.bayern.de/genesis/online?operation=result&code=12411-003r&leerzeilen=false&language=de Genesis-Online-Datenbank des Bayerischen Landesamtes für Statistik Tabelle 12411-003r Fortschreibung des Bevölkerungsstandes: Gemeinden, Stichtag (Einwohnerzahlen auf Grundlage des Zensus 2011)
2. ↑  Max Mangold, ed (2005). Duden, Aussprachewörterbuch (6 ed.). Dudenverl. p. 711. ISBN 978-3-411-04066-7
3. ↑  Bayerische Landesbibliothek Online